# 釣りバカ日誌2
『釣りバカ日誌2』（つりバカにっしツー）は、1989年12月27日公開の日本映画。『釣りバカ日誌』シリーズ第2作。同時上映は『男はつらいよ ぼくの伯父さん』。
シリーズ化したことで、1作目のラストはなかったことになっている。

## あらすじ
仕事よりも釣りと妻をこよなく愛する万年ヒラ社員の浜崎（ハマちゃん）。一方、相変わらず多忙を極める社長のスーさん、さいきんは持病の心臓もあまり良好ではなく、かかりつけ医からも社長を退き、第一線から離れるべきだと友人として申告される。
辞めたくても辞められない悩みの1つは、後継者問題。社の幹部は、どれも帯に短し襷に長し、これといった決め手が欠ける中、ふと酒の席でハマちゃんに社長にならないかと誘うが、出世にまったく興味がないので一蹴される。
いよいよ症状が悪化したスーさんは、半日程度の休暇の予定を出発前に数日程度に延長することを告げると、お抱えハイヤーに乗り東京駅へ、そのまま新幹線に乗り、以前から気になっていた釣り人の聖地である伊良湖岬（愛知県渥美半島の先端）へと向かう。
釣り宿に止まり、ゆっくりと釣りを楽しもうと沿岸の島への船上で、憂いを含んだ女性・間宮弥生を見かける。島での釣り中に発作におそわれ、その場で倒れ込むが、偶然通りかかった間宮に介抱され、彼女のホテルのベッドで目が覚める。
いっぽう、スーさんの妻である久江には1つの連絡もなく、心配した久江から探して欲しいと相談されるハマちゃん、ふたつ返事で承諾し、前々から行きたいと聞いていた伊良湖岬へ一路向かう。
八郎の運転する車で、陸路で伊良湖岬に着いたハマちゃん、すぐに海岸でスーさんを捜索するが、双眼鏡でザッと周りを見回すと、大きなホテルの宿泊客をくさすと、なんとそのホテルにはスーさんと隣には間宮がいることを発見する。すぐさまホテルに向かうハマちゃん、フロントでどうにかこうにか部屋番号を聞き出し、部屋を訪れると、スーさんからは間宮を「アメリカから帰国してきた娘」と紹介され、一段落する間もなく恒例の釣り対決となる。
鹿児島の実兄の葬儀に参加するというウソの忌引き休暇が会社にバレてしまい、懲罰委員会にかけられるハマちゃん。委員会の結果は懲戒免職（クビ）となり、課長にも惜しまれつつ自分の机を整理するハマちゃん。だが、少なくない社員からの嘆願書の提出や、幹部からのクビにするような社員を養っているという会社の度量を見せるべきという提案もあり、何とかクビは免れた。いっぽうスーさんは仕事で吉田建設の社長と会うが、その場で社長秘書である間宮に再会し、お互いの正体がわかり微笑む。
そんなある日、間宮の息子も誘い、ハマちゃんとスーさんはいつもの東京湾釣りに出かけるが、新聞に釣り船にいる3人が撮影され、紙面に掲載されたことから鈴木家では久江がスーさんをいぶかしむがとっさの機転で「ハマちゃんの女」というウソで乗り切る。新聞を読んだのは彼女だけではなく、鈴木建設の関係者にも知れ渡り、よりによって間宮がライバル企業の社長秘書であり、ハマちゃんも「鈴木建設」と書かれた上着を着ていたことから懲罰委員会よりも重い査問委員会が開かれ、浜崎の進退が再び議論される。
査問委員会では浜崎もさることながら議論が白熱する過程で、同船していた社長であるスーさんにも言及するように詰め寄られる浜崎だが、紳士協定として沈黙を守り、会社からの処分を受けるの一点張りで委員会は終わる。僻地への転勤や、クビも候補に挙がるが、長年の上司である佐々木課長の進言から「現状維持がいちばんの罰」ということで、浜崎の進退は変わらずということとなった。
後日、ふたたび仕事で再会した吉田建設社長と仕事の話も気もそぞろに、秘書である間宮の結婚の話しを聞き、感慨深げにお祝いを伝え、ひとり微笑むスーさん。
すべてが終わり、ウソをついた事を詫びるために浜崎家を訪問したスーさんは、謝罪するとともにプレゼントと称してハマちゃんの機嫌をうかがいながら、翌日の早朝出発での釣り談義に白熱し、夜は更けていくのだった。

## キャスト
浜崎家
- 浜崎伝助（鈴木建設営業三課、通称 ハマちゃん） - 西田敏行

シリーズ化により1作目の四国への転勤はなかったことになっている。スーさんの妻である久江に頼まれて、行方をくらましたスーさんを探しに行く。その際、会社に兄の葬儀に行くと偽る。
- 浜崎みち子（妻） - 石田えり

鈴木家
- 鈴木一之助（鈴木建設代表取締役社長、通称 スーさん） - 三國連太郎
- 鈴木久江（妻） - 丹阿弥谷津子

メインゲスト
- 間宮弥生 - 原田美枝子

スーさんが倒れた時に出会った女性。ハマちゃんに見つかったとき、スーさんは自分の娘だとウソを言う。
その後、仕事で訪れたスーさんと対面し、同じ業界の雄である吉田建設の社長秘書であることが判明する。
その後、ハマちゃんと釣りをしている写真が新聞に掲載され、ライバル企業の社長秘書と同船していることを理由に浜崎の査問委員会が開かれるきっかけとなる。
物語の終盤では、経緯は不明だが郷里の博多で結婚し、現職を離れることが明かされる。

鈴木建設
- 草森（秘書） - 園田裕久
- 佐々木 和男（営業三課課長） - 谷啓
- 恵（営業三課） - 戸川純
- 香織（営業三課） - 野澤恵
- 山本（営業三課係長） - 牧村泉三郎
- 秋山（専務） - 庄司永建
- 中沢（常務） - 奥野匡
- 久米（常務） - 児玉謙次
- 小野（総務部長） - 伊藤正博
- 秘書 - 三輝みきこ
- 前原（運転手） - 笹野高史

その他
- 太田八郎（ハマちゃんの隣人） - アパッチけん
- 吉田社長（一之助の親友・吉田建設社長） - 内藤武敏
- 竹田医師（一之助の親友・主治医） - 久米明

## スタッフ
- 監督 - 栗山富夫
- 製作 - 内藤誠
- 原作 - やまさき十三（作）、北見けんいち（画）（小学館「ビッグコミックオリジナル」連載）
- 脚本 - 山田洋次、堀本卓
- プロデューサー - 瀬島光雄、中川滋弘
- 音楽 - 久石譲
- 撮影 - 安田浩助
- 美術 - 重田重盛
- 編集 - 鶴田益一
- 助監督 - 梶浦政男

## 受賞歴
- 第8回ゴールデングロス賞優秀銀賞[3]
- 第14回日本アカデミー賞最優秀助演女優賞（石田えり）[4]
- 第44回毎日映画コンクール男優主演賞（三国連太郎）

## 地上波放送履歴
| 回数  | テレビ局   | 番組名             | 放送日         |
| ----- | ---------- | ------------------ | -------------- |
| 初回  | 日本テレビ | 金曜ロードショー   | 1990年12月14日 |
| 2回目 | 日本テレビ | 金曜ロードショー   | 1992年1月10日  |
| 3回目 | フジテレビ | ゴールデン洋画劇場 | 1993年7月10日  |
| 4回目 | 日本テレビ | 金曜ロードショー   | 1995年1月13日  |
| 5回目 | フジテレビ | ゴールデン洋画劇場 | 1998年1月10日  |
| 6回目 | フジテレビ | ゴールデン洋画劇場 | 1999年4月24日  |
| 7回目 | 日本テレビ | 金曜ロードショー   | 2009年7月10日  |